# Svetlana Telbukh
Svetlana Telbukh (ukrainisch Світлана Тельбух Svitlana Telbukh; * 1984 in der Ukraine) ist eine ukrainische Künstlerin.

## Leben
Nach einer Ausbildung zur Architektin an der Akademie für Architektur (Харківський національний університет будівництва й архітектури)  in Charkiw wendete sie sich der Sandmalerei zu. Bei einem Auftritt in der Castingshow Das Supertalent zeichnete sie in Sand ihre ersten Bilder, die überregional bekannt wurden. Sie spricht Russisch, Ukrainisch, Englisch und Deutsch. Sie lebt in Lübeck.

## Internationale Bekanntheit
Telbukh trat am 3. Oktober 2019 zum Tag der Deutschen Einheit beim live übertragenen Festival aus Kiel (Schleswig-Holstein) im ZDF auf und erreichte damit über die Landesgrenzen Deutschlands hinweg Bekanntheit, als ihre in Sand gezeichnete Skizze der Geschichte des zunächst geteilten und später wiedervereinten Deutschlands auf einem Großbildschirm vor mehreren tausend Besuchern zu sehen war.

## Konzerte mit symphonischen Orchestern
- 3. Oktober 2019 „Tag der Deutschen Einheit“ live übertragenes Fest aus Kiel im ZDF mit dem Philharmonischen Orchester Kiel
- 2019–2020 „Der Nussknacker“, Peter Tschaikowsky. Kiewer Symphonieorchester. Kiew, Ukraine.
- 2018–2019 „Peter und der Wolf“, Sergej Prokofjew. Kiewer Symphonieorchester Kiew, Ukraine.
- Dez. 2018 „Weltweit bekannte Soundtracks“. Kiewer Symphonieorchester Kiew, Ukraine („Spiel der Throne“)
- Feb. 2018 „Filmmusik“, Philharmonie Südwesten im Apollo-Theater. Siegen, Deutschland.
- 2014–2015 „Peer Gynt“, Edvard Grieg. Akademisches Jugendsinfonieorchester „Virtuosos of Slobozhanshchina“ auf der Basis des Kharkiv National Akademisches Opern- und Balletttheater Charkiw u. a. M.W. Lysenko. Charkiw, Ukraine.

## Musikalische Videoprojektionen
- 2024 Sandanimationsvideo „I had a dream“, das dem Jahrestag der russischen Invasion in der Ukraine gewidmet ist[4].
- 2023 Sandanimationsvideo „Requiem for Larissa. Goodbye world“[5].
- 2022 Sandanimationsvideo „A story about two sisters“.
- 2021 Musikvideo „Magic Song“ für Warner Music, Auszeichnung von The Royal Society für Fernsehen und bewegte Bilder[6]

## Fernsehshows
- 2019 „America’s got Talent“, Los-Angeles, USA
- 2018 „Spain's got Talent“, Madrid, Spanien
- 2016 „America’s got Talent“, Los-Angeles, USA
- 2011 „Ukraine’s got Talent“, Dnipro, Ukraine

## Internationale Filmfestivals und Wettbewerbe
| Jahr | Auszeichnung                                  | Land                      | Nominierung                                    | Ergebnis                      |
| ---- | --------------------------------------------- | ------------------------- | ---------------------------------------------- | ----------------------------- |
| 2024 | Broad Leaf International Film Festival        | India                     | Best animated short film Best micro short film | Die Gewinnerin Die Gewinnerin |
| 2024 | Berlin Short Film Festival                    | Berlin, Germany           | Best Animation                                 | Die Gewinnerin                |
| 2024 | Festival de Indie                             | Chennai, India            | Best Fantasy Film                              | Offizielle Auswahl            |
| 2024 | Bestlov Film Festival                         | Online Festival           | Music Video                                    | Die Gewinnerin                |
| 2024 | BLASTOFF Festival                             | California, the USA       | Music Video                                    | Viertelfinalist               |
| 2024 | Prague International Music Video Awards       | Prague, Czech Republic    | Best Classic Music Video Category              | Die Gewinnerin                |
| 2024 | Cinema World Fest Awards                      | Los Angeles, the USA      | Music Video                                    | Die Gewinnerin                |
| 2024 | WorldFest-Houston International Film Festival | Houston, The USA          | 351 – Experimental – Animated film             | Die Gewinnerin                |
| 2023 | Global Music Awards                           | California, the USA       | Best Music Video                               | Silberner Gewinner            |
| 2023 | Euro Music Video Song                         | Kosice, Slovaki           | Best Classic Music Video                       | Die Gewinnerin                |
| 2023 | Tatras International Film Festival            | the High Tatras, Slovakia | Best Animation                                 | Die Gewinnerin                |
| 2023 | Prague International Music Video Awards       | Prague, Czech Republic    | Best Classic Music Video                       | Die Gewinnerin                |

## Projekte
- 2017–2024 "Fantasy World"[18]
- 2018–2024 Sand-Malerei-Show[19]
- 2017–2024 München Show[20]
- 2017–2024 Hamburg Show[21]